# 3-й танковий корпус (Третій Рейх)
3-й та́нковий ко́рпус (нім. III. Panzerkorps) — танковий корпус Вермахту в роки Другої світової війни.

## Історія
III-й танковий корпус сформований 21 червня 1942 з 3-го моторизованого корпусу (нім. III. Armeekorps (mot.).

## Райони бойових дій
- Східний фронт (південний напрямок) (червень 1942 — жовтень 1944);
- Угорщина та Австрія (жовтень 1944 — травень 1945).

## Командування

### Командири
- генерал кавалерії Еберхард фон Маккензен (нім. Eberhard von Mackensen) (21 червня — 21 листопада 1942);
- групенфюрер СС Фелікс Штайнер (нім. Felix Steiner) (22 листопада 1942 — 2 січня 1943);
- генерал-лейтенант, з 1 березня 1943 генерал танкових військ Герман Брайт (нім. Hermann Breith) (3 січня — 20 жовтня 1943);
- генерал-лейтенант Гайнц Ціглер (нім. Heinz Ziegler) (21 жовтня — 26 листопада 1943), ТВО;
- генерал від інфантерії Фрідріх Шульц (нім. Friedrich Schulz) (27 листопада — 31 грудня 1943), ТВО;
- генерал танкових військ Герман Брайт (1 січня — 31 травня 1944);
- генерал-лейтенант Дітріх фон Заукен (нім. Dietrich von Saucken) (31 травня — 27 червня 1944); ТВО
- генерал танкових військ Герман Брайт (27 червня 1944 — 8 травня 1945).

## Бойовий склад 3-го танкового корпусу
Формування управління, забезпечення та підтримки
- 403-тє управління корпусного постачання (Korps-Nachschubtruppen 403);
- 43-й корпусний батальйон зв'язку (Korps-Nachrichten-Abteilung 43);
- 3-тє артилерійське командування (Arko 3).

- 51-й армійський корпус (LI. Armee-Korps);
- 14-та танкова дивізія (14. Panzer-Division);
- 16-та танкова дивізія (16. Panzer-Division);
- 60-та моторизована дивізія (60. Infanterie-Division (mot.);
- частини 22-ї танкової дивізії (22. Panzer-Division).

- 13-та танкова дивізія (13. Panzer-Division);
- 22-га танкова дивізія;
- танкова дивізія Лейбштандарте-СС «Адольф Гітлер» (Leibstandarte SS Adolf Hitler).

- 13-та танкова дивізія;
- 5-та танкова дивізія СС «Вікінг» (5. SS-Panzer-Division "Wiking");
- 2-га гірська дивізія (Румунія).

- 6-та танкова дивізія (6. Panzer-Division);
- 7-ма танкова дивізія (7. Panzer-Division);
- 19-та танкова дивізія (19. Panzer-Division);
- 168-ма піхотна дивізія (168. Infanterie-Division).

- 3-тя танкова дивізія (3. Panzer-Division);
- танкова дивізія СС «Вікінг»;
- танкова дивізія СС «Дас Райх» (SS-Panzergrenadier-Division "Das Reich");
- 223-тя піхотна дивізія (223. Infanterie-Division).

- 3-тя танкова дивізія;
- 6-та танкова дивізія;
- 11-та танкова дивізія (11. Panzer-Division);
- 14-та танкова дивізія;
- 10-та панцергренадерська дивізія (10. Panzergrenadier-Division);
- 376-та піхотна дивізія (376. Infanterie-Division).

- 1-ша танкова дивізія (1. Panzer-Division);
- 16-та танкова дивізія;
- 17-та танкова дивізія (17. Panzer-Division);
- танкова дивізія Лейбштандарте-СС «Адольф Гітлер»;
- 34-та піхотна дивізія (34. Infanterie-Division);
- 198-ма піхотна дивізія (198. Infanterie-Division);
- 503-й важкий танковий батальйон (schwere Panzer-Abteilung 503).

- 46-й танковий корпус (XXXXVI. Panzerkorps);
- 2-га танкова дивізія СС «Дас Райх»;
- 17-та танкова дивізія;
- 1-ша піхотна дивізія (1. Infanterie-Division);
- 82-га піхотна дивізія (82. Infanterie-Division);
- 168-ма піхотна дивізія (168. Infanterie-Division);
- 254-та піхотна дивізія (254. Infanterie-Division);
- 371-ша піхотна дивізія (371. Infanterie-Division);
- 101-ша єгерська дивізія (101. Jäger-Division)

- 6-та танкова дивізія;
- 17-та танкова дивізія;
- 367-ма піхотна дивізія (367. Infanterie-Division);
- 101-ша єгерська дивізія.

- 16-та танкова дивізія;
- 17-та танкова дивізія;
- 20-та панцергренадерська дивізія (20. Panzergrenadier-Division);
- 304-та піхотна дивізія (304. Infanterie-Division);
- 97-ма єгерська дивізія (97. Jäger-Division).

- 1-ша танкова дивізія;
- 23-тя танкова дивізія (23. Panzer-Division);
- Панцергренадерська дивізія «Фельдхернхалле» (Panzergrenadier-Division "Feldherrnhalle");
- 22-га добровольча кавалерійська дивізія СС «Марія Терезія» (22. SS-Kavallerie-Division "Maria Theresia" (ung.).

- 13-та танкова дивізія;
- Панцергренадерська дивізія «Фельдхернхалле»;
- 22-га добровольча кавалерійська дивізія СС «Марія Терезія»;
- 8-ма кавалерійська дивізія СС «Флоріан Гайер» (8. SS-Kavallerie-Division "Florian Geyer");
- 1-ша танкова дивізія (Угорщина) (1. Panzer-Division (ung.);
- 2-га танкова дивізія (Угорщина) (2. Panzer-Division (ung.);
- 1-ша кавалерійська дивізія (Угорщина) (1. Kavallerie-Division (ung.).

- 4-й танковий корпус (VI. Panzerkorps);
- 57-й танковий корпус (LVII. Panzerkorps);
- 6-й армійський корпус (Угорщина) (VI. Panzerkorps);
- 13-та танкова дивізія;
- Панцергренадерська дивізія «Фельдхернхалле»;
- 22-га добровольча кавалерійська дивізія СС «Марія Терезія»;
- 8-ма кавалерійська дивізія СС «Флоріан Гайер»);
- 1-ша танкова дивізія (Угорщина);
- 1-ша кавалерійська дивізія (Угорщина);
- 10-та піхотна дивізія (Угорщина) (10. Infanterie-Division (ung.);
- 12-та запасна дивізія (Угорщина) (12. Ersatz-Division (ung.).

- 1-й кавалерійський корпус (I. Kavallerie-Korps);
- 1-ша кавалерійська дивізія (Угорщина);

Частини:
- - 3-ї танкової дивізії;
  - 6-ї танкової дивізії;
  - 8-ї танкової дивізії (8. Panzer-Division);
  - 271-ї фольксгренадерської дивізії (271. Volks-Grenadier-Division).

- 1-ша танкова дивізія;
- 3-тя танкова дивізія;
- 23-тя танкова дивізія;
- 25-та дивізія (Угорщина) (25. ungarische Division).

- 1-ша танкова дивізія;
- 1-ша фольксгренадерська гірська дивізія (1. Volks-Gebirgs-Division).